# Battleground 3: Waterloo
Battleground 3: Waterloo est un jeu vidéo de type wargame développé et publié par  TalonSoft en 1996 sur PC. Il est le troisième opus de la série Battleground. Il se déroule pendant les Guerres napoléoniennes et simule la bataille de Waterloo.

## Accueil
| Battleground 3: Waterloo |      |       |
| Média                    | Pays | Notes |
| Computer Gaming World    | US   | 4,5/5 |
| GameSpot                 | US   | 85 %  |
| PC Team                  | FR   | 93 %  |